# Jobst Edmund von Twickel
Jobst Edmund von Twickel (Taufname: Jodokus gt. Jobst Edmund Mauritz) (* 25. Januar 1726 in Münster; † 12. Oktober 1782 ebenda) war Domherr in Münster, Hildesheim und Speyer sowie Amtsdroste in Poppenburg.

## Leben

### Herkunft und Familie
Jobst Edmund von Twickel wuchs als Sohn des Johann Rudolf von Twickel (1684–1759, Geheimrat und Amtsdroste) und seiner Gemahlin Reichsfreiin Sebastiana Anna Charlotte von Nesselrode zu Rath und Lüttinghof (1698–1726) zusammen mit seinem Bruder Clemens August in der uralten westfälischen Adelsfamilie von Twickel auf.

### Werdegang und Wirken
Jobst Edmund absolvierte Studien an den Universitäten Heidelberg und Reims und wurde am 5. Februar 1747 zur Münsterschen Ritterschaft aufgeschworen. Im folgenden Jahr erhielt er durch seinen Onkel Johann Wilhelm als Turnar die Dompräbende in Münster. 1750 wurde er zum Amtsdrosten in Poppenburg bestallt. Nach dem Verzicht seines Vaters erhielt Jobst Edmund im Jahre 1751 die Dompräbende in Hildesheim und war hier 1757 als Archidiakon tätig.
Die Dompräbende für den Dom von Speyer wurde ihm im Jahre 1769 verliehen. Zehn Jahre später war er Domkellnereiassessor in Münster. Jobst Edmund war Subdiakon und galt als Gegner des Ministers Franz von Fürstenberg. Kurz vor seinem Tod verzichtete er zugunsten seines Bruders Clemens August auf Präbende in Münster. Der Turnar verweigerte die Zustimmung. Der Reichshofrat bestätigte diese Entscheidung. Daher ging die Präbende nach dem Tode an Ferdinand August Freiherr von Spiegel. Jobst Edmund wurde im Dom zu Münster begraben.